# 박석윤
박석윤(朴錫胤, 1898년 10월 26일 ~ 1950년 10월 20일)은 일제강점기의 언론인 겸 공작원이자 만주국 관료로, 만주에서 활동했던 일본 제국의 정보, 첩보공작 조직인 민생단을 조직한 것으로 유명하다. 최남선의 매부였다.
해방 직후에는 총독부에 근무 중이던 학교 후배 최하영 등의 추천과 조선총독부 엔도 류사쿠 정무총감의 부탁으로, 9월 2일 미 군정 주둔 때까지 치안 혼란을 수습하는 역할을 맡았다.

## 생애
전라남도 담양 출신이며 본적지는 경성부 종로이다. 최남선의 여동생인 최설경과 결혼했다. 조선총독부와 밀착하여 독립 운동가들에게 전향 공작을 벌이는 일로 일제에 부역하기 시작했다. 3·1 운동 직후 김준연 전향을 꾀했다가 실패했으며, 이후 조선총독부의 후원으로 도쿄 제국대학을 졸업하고 영국 케임브리지 대학교에 유학했다. 귀국 후 《시대일보》 정치부장과 《매일신보》 부사장을 지내며, 언론을 통해 조선총독부에 적극 협력했다.
일제의 만주 침략 이후 조선인과 중국인들이 자연스럽게 항일 연합 전선을 형성하는 형국이 되자, 조선인과 중국인을 이간하며 독립 운동을 방해하기 위한 밀정 조직 민생단 창단의 필요성이 대두되었다. 박석윤은 1932년 2월 5일, 동민회의 조병상을 비롯하여 김동한 등 친일 인물들을 끌어들이고, 천도교 인사들까지 규합하여 간도에서 민생단을 창단했다. 단장은 군인 출신의 박두영이 맡았다. 이 조직은 결국 중국 공산당의 오판을 불러와 민생단 사건으로 조선인 독립 운동가 수백여 명이 살상당하는 사태를 가져왔다.
박석윤은 민생단의 후신인 간도협조회에도 참가하여 밀정 조직을 관리했으며, 관제 조직인 만주국 협화회에 가담하여 선무 공작을 지도했다. 만주국이 수립되자 만주국 외교부의 공무원으로 임명되어 해외에서 외교적인 독립 운동을 벌이는 이승만 등의 동정을 일제에 보고하는 등의 밀정 활동을 계속했다. 이렇게 쌓은 공을 인정받아 만주국의 폴란드 바르샤바 주재 총영사직까지 맡게 되었다. 1939년 아돌프 히틀러 총통이 이끌던 나치 독일이 폴란드를 침공하게 되자 박석윤은 만주국으로 귀국했다. 간도협조회에서 무장 항쟁을 벌이는 독립 운동가들을 상대로 한 귀순 공작에 종사했다.
1940년 만주국 정부로부터 훈4위 경운장(景雲章)을 받았으며, 1941년 만주국 국무원 총무청 참사관 겸 외무국 참사관, 1942년 만주국 국무원 총무청 외교부 참사관 등을 역임했다. 1940년 동남지구특별공작후원회 총무를 역임하는 동안 일제의 항일 무장 세력 탄압과 귀순 공작에 적극 가담했고, 1942년 만주국협화회 중앙본부 위원을 지냈다. 광복 직후에는 조선총독부가 행정권을 여운형에게 인수하도록 하였을 때, 여운형의 대리인으로서 조선총독부와 교섭하는 역할을 맡았다.
1945년 8월 10일 일본 패전 소식이 전달되자 경성의 조선총독부는 당황했고 정무총감 엔도 류사쿠(遠藤柳作)는 8월11일 아침 총독부 농림국 관방농상과장 최하영(崔夏永)을 불러 치안권 인수 적임자를 추천해달라 요청했다. 최하영은 박석윤을 추천했고, 1945년 8월 16일부터 9월 2일 미군정 주둔시까지 총독부 경무국장과 함께 치안을 담당하였다. 그러나 미군의 개입으로 건준에 치안권 인수는 다시 취소되었고, 그는 니시히로 다다오(西廣忠雄)를 보조하는 역할로 전락하였다.
1946년 3월 평안남도 평양에 도착한 뒤 지병인 고혈압과 동맥경화를 치료하기 위해 양덕온천으로 요양을 갔다고 전해진다. 1946년 7월 평안남도 양덕군에서 '친일분자' 혐의로 체포되었으며 3일 동안 양덕보안소에 구류되었다가 병보석으로 석방되었다. 1947년 2월 24일 평양 인민교화소에 구류된 뒤 검찰소의 심문을 받았고 같은 해 4월 19일 최고재판소에 기소되었다.
1948년 1월 22일 평안남도재판소에서 '친일반역자' 혐의로 사형을 선고받았다. 박석윤은 1948년 3월 6일 1심 판결에 불복하여 최고재판소에 상소했지만 기각되었고 1948년 6월 9일 사형이 확정되었다. 평양 형무소에 투옥되었다가 1950년 10월 19일 대한민국 국군이 평양에 입성하자, 조선인민군에 의해 처형당했다.

### 사후
2002년 민족정기를 세우는 국회의원모임이 선정한 친일파 708인 명단과 2008년 민족문제연구소가 정리한 친일인명사전 수록예정자 명단, 2009년 친일반민족행위진상규명위원회가 발표한 친일반민족행위 705인 명단에 모두 포함되었다.
김일성의 회고록 《세기와 더불어》에는 박석윤의 이력이 상세히 실려 있으며, 그의 최후와 관련하여 "(광복 후 신분을 감추고) 숨어살다가 적발되어 민족반역자로서 준엄한 심판을 받았다"고 밝혔다.

## 같이 보기
- 민생단 사건
- 민생단
- 최남선
- 건국동맹
- 건국준비위원회
- 여운형
- 안재홍
- 송진우
- 여운홍
- 최하영

## 참고자료
- 반민족문제연구소 (1993년 3월 1일). 〈박석윤 : 항일무장투쟁 세력 파괴, 분열의 선봉장 (장세윤)〉. 《친일파 99인 2》. 서울: 돌베개. ISBN 9788971990124.
- 숨어 있는 역사의 현장을 찾아서:8·15에 찾아보는 건국준비위원회 관련 자취들 월간조선 2017년 8월호